# إليجاه ألين كوكس
إليجاه ألين كوكس (بالإنجليزية: Elijah Allen Cox)‏ هو محامي وقاضي أمريكي، ولد في 16 فبراير 1887 في بلادوين في الولايات المتحدة، وتوفي في 28 أغسطس 1974.